# Raven Riley
Raven Riley é uma ex-atriz pornográfica ítalo-americana, aparecendo online e em DVDs. Riley ganhou o primeiro lugar no "Top 20 Girls of the Web" da revista Front e apareceu na capa de março de 2007.

## Carreira
Riley começou a modelar em 2004, depois de acompanhar uma amiga a uma sessão de modelo de biquíni. Ela conheceu Jay Man, que era produtor de conteúdo, e ele a fotografou para um site de conteúdo adultos (amateurfacials.com). Jay Man, seu parceiro de negócios, e Riley abriram uma empresa chamada Third Pentacle, que lançou seu site solo em dezembro de 2004. Riley, com auxilío de uma produtora chamada de jaYManCash e da própria Third Pentacle, fundou a produtora Evil Motion Pictures, cujo objetivo era entrar na produção de filmes de terror. A Evil Motion Pictures lançou seu primeiro filme pornô de terror estrelado por Riley em novembro de 2007, intitulado Succubus .
Em maio de 2008, Thomas Leach, proprietário da jaYManCash, anunciou que os rumores de que Riley estava deixando a indústria adulta eram verdadeiros, dizendo que "embora nenhum documento oficial tenha sido assinado, Raven comunicou que a indústria adulta não está mais em seu futuro e ela ia deixar a indústria adulta." Riley contatou a XBIZ e contestou os rumores e relatórios: "Ainda estou aqui e não estou aposentada... essa foi uma informação falsa." Como resultado de uma ação judicial, Leach assumiu a propriedade total do Third Pentacle.
Sua última filmagem para seu site foi postada em 2012, e o site foi retirado do ar em 2014 com a página mostrando apenas um link para The Wayback Machine A partir de abril de 2018, o domínio redirecionava para material religioso.
Em 3 de junho de 2016, o documentarista David Pilot estreou Skin in the Game: The Raven Riley Story no New Haven Documentary Film Festival em New Haven, Connecticut, após a ascensão e saída de Raven da pornografia online.

## Golpes on-line
As fotos de Raven Riley foram usadas por golpistas on-line para fraudar homens em busca de encontros sexuais por meio de sites de redes sociais desde pelo menos 2007.